# Жичская епархия
Жичская епархия (серб. Епархија жичка) — епархия Сербской православной церкви в Сербии. Резиденция епархии находится в Кралеве, где располагается Соборная церковь. До 10 октября 1879 года епархия была в составе Константинопольского патриархата как часть автономной Сербской православной церкви.
До 26 июня 1884 года епархия именовалась Ужицской, а затем Жичской.

## Епископы
- 19 августа 1831 — 28 февраля 1853 — Никифор (Максимович), еп. Ужицкий
- 4 апреля 1854 — 20 февраля 1873 — Иоаникий (Нешкович), еп. Ужицкий
- 4 ноября 1873 — 15 марта 1882 — Викентий (Красоевич), еп. Ужицкий
- 19 апреля 1883 — 1885 — Корнилий (Станкович) , до 26 июня 1884 — еп. Ужицкий
- 4 мая 1886 — 28 мая 1889 — Никанор (Ружичич)
- 3 июля 1889 — 17 мая 1913 — Савва (Барач)
- 5 мая 1919 — 17 ноября 1920 — Николай (Велимирович)
- 17 ноября 1920 — 3 июня 1933 — Ефрем (Бойович)
- 21 июня 1934 — 18 марта 1956 — Николай (Велимирович) , с 1941 отсутствовал
  - 1941—1947 — Викентий (Проданов) в/у
  - 1947—1949 — Валериан (Стефанович)  в/у
  - 1950—1951 — Иосиф (Цвийович)  в/у
- 9 июня 1956 — 13 сентября 1958 — Герман (Джорич)
- 20 мая 1961 — 25 апреля 1978 — Василий (Костич)
- май 1978 — 4 февраля 2003 — Стефан (Боца)
- 8 июня 2003 — 18 декабря 2012 — Хризостом (Столич)
- декабрь 2012 — 24 мая 2014 — Иоанн (Младенович)  в/у, еп. Шумадийский
- с 24 мая 2014 — Иустин (Стефанович)

## Монастыри
Список монастырей согласно официальному сайту Жичской епархии
- Монастырь Благовещения близ Овчар Бани,
- Монастырь Введения, Овчарско-кабларска клисура,
- Монастырь Вознесения близ Овчар Бање,
- Монастырь Волявча близ Бреснице,
- Монастырь Врачевшница,
- Монастрырь Вуян близ Брђана,
- Монастырь Градац близ Брвника на Ибру,
- Манастир Дубрава
- Монастырь Жича
- Монастрырь Згодачица близ Годачице, Краљево
- Монастрырь Ежевица близ Стеника,
- Монастрырь Йоване близ Овчар Бање,
- Монастрырь Каменац близ Честина у Гружи,
- Монастрырь Клисура близ Добраче,
- Манастир Ковиље
- Монастырь Моравци
- Николе близ Овчар Бање,
- Новая Павлица близ Брвника на Ибаре,
- Монастырь Преображения близ Овчар Бани,
- Монастырь Придворица близ Иваницы,
- Монастырь Рача близ Баины Башты,
- Монастырь Руян,
- Монастырь Савинац
- Монастырь Святой Троицы в низине планины Овчар
- Монастырь Сретенье на планини Овчар — Овчар Баня,
- Монастырь Стјеник
- Монастырь Стубал близ Чукоевца,
- Монастырь Студеница
- Монастырь Трнава
- Монастырь Увац.
- Монастырь Успения Пресвятой Богородицы близ Овчар-Бания